# 케이틀린 클라크 (배우)
케이틀린 클라크(영어: Caitlin Clarke, 1952년 5월 3일~2004년 9월 9일)은 미국의 배우이다. 본명은 캐서린 앤 클라크(영어: Katherine Anne Clarke)이다.

## 작품 목록

### 영화
- 조이 더 킹 (1999년)
- 분노의 폭발 (1994년) - 리타 역
- 법과 질서 (1990년)
- 할리우드의 출세기 (1989년)
- 광란의 마술사 (1989년)
- 메이플라워 마담 (1987년)
- 크로커다일 던디 (1986년)
- 용과 마법 구슬 (1981년)